# Estonian Islamic Center
Estonian Islamic Center là một nhà thờ Hồi giáo ở Tallinn, Harju, Estonia.

## Giao thông
Có thể đến nhà thờ Hồi giáo trong khoảng cách đi bộ về phía đông nam từ Ga Ülemiste của Elron.